# Никифор Диоген
Никифор Диоген е син на византийския император Роман IV Диоген и на императрица Евдокия Макремволитиса. През 1070 г. е обявен за съимператор на баща си, но остава на тази позиция до 1071 г., когато Роман IV е детрониран. При управлението на Алексий I е издигнат до позицията дука на Крит и получава командирски чин във войската, с която участва в походите срещу норманите и печенегите. Около 1094 г. обаче Никифор Диоген организира заговор срещу императора, в който вземат участие и други приближени на Алексий I Комнин. Заговорът на Диоген е разкрит, след което той е ослепен и заточен в провинциалното си имение, където завършва живота си, занимавайки се с литература, философия и геометрия.

## Ранни години
Роман Диоген е роден малко преди 1069 г. като син на император Роман IV от втория му брак с императрица Евдокия Макремволитиса, съпруга на покойния император Константин X Дука. От брака на родителите му е и по-малкият му брат Лъв Диоген, роден през 1069 г. Анна Комнина съобщава, че двамата братя са наричани багренородни, тъй като били родени в порфирната зала на императорския дворец, където се раждали децата на царстващия император. През 1070 г. Никифор и брат му са обявени за съимператори на баща си. На следващата година обаче баща им е детрониран и ослепен, а Никифор и брат му са лишени от императорските титли и заедно с майка си са заточени в Киперудския манастир.. Там Никифор остава до възцаряването на император Алексий I Комнин през 1081 г. По заповед на Алексий I Никифор и брат му са върнати обратно в императорския дворец, където са отгледани и възпитани от Алексий I като негови родни синове.
Израснал под крилото на императора, Никифор дори получил от него управлението на остров Крит, където най-вероятно получил и лични владения. Освен това Никифор е удостоен и с подобаващ пост в армията и дори участвал в походите на императора срещу норманите от 1081 и срещу печенегите в Паристрион през 1087 г. В битката при Дръстър, в която загинал брат му Лъв, Никифор се разминал на косъм от смъртта благодарение на императора, който извикал на Никифор да се обърне точно в мига, преди един вражески воин да му нанесе удар с копие в гърба.

## Заговорът от 1094
Анна Комнина обаче е категорична, че Никифор така и не се примирил с положението си и таял ненавист и зли помисли към императора, чийто престол той смятал за принадлежащ му по право. Поради тази причина през 1094 г. Никифор Диоген започнал да крои планове за отстраняването на Алексий I и успял да привлече към заговора множество лица от двореца и армията. Заговорът обаче не останал тайна за императора, който, воден от обичта си към Никифор, вместо да пристъпи към мигновена разправа със съзаклятниците, си дал вид на неведение и използвал всяка възмижност, за да вразуми и отклони от погрешния път него и замесените в заговора му лица, като събеседвал с тях, поучавал ги и всячески ги привличал към себе си и им демонстрирал все по-голямо благоразположение. Усилията на императора обаче не отклонили Никифор от замисъла му и той дори на два пъти опитал да убие императора. Първият път това се случило в началото на един поход срещу сърбите от лятото на 1094 г. Когато императорът спрял да лагерува край Дафнутий, Никифор разположил палатката си необичайно близо до императорската шатра. Въпреки че императорът бил предупреден от Михаил Филокал, той не разрешил палатката на Диоген да бъде преместена, за да не му дава повод да се почувства обиден без причина. Вечерта Диоген се промъкнал в императорската шатра с меч под плаща с намерение да убие императора, докато спи. Там обаче той заварил една прислужница до императорското ложе, която разгонвала комарите от лицето на спящия император, и поради тази причина не посмял да извади меча си. Малко по-късно, когато императорската войска достигнала Сяр, императорът отседнал на гости в имението на Константин Дука Багренородни. Там Никифор Диоген се опитал да влезе въоръжен при императора, след като последният излязъл от баня, но пред входа е спрян от Татикий, който отдавна знаел за намерението на Диоген. Страхувайки се, че вече няма как да се размине с наказанието, Никифор Диоген се опитал да избяга към Христополис, Петрич или Перник, като за целта поискал от Константин Багренородни конете, които му били подарени от императора, но Дука отказал, което усоетило бягството на Диоген, който останал в императорския лагер. След като научил и за втория опит за покушение, императорът разкрил намеренията на Диоген на брат си Адриан, който бил женен за сестра на Диоген, и го помолил да извика Никифор в палатката си, където да го придума да признае плановете си и да помоли за прошка. Адриан обаче не успял да получи доброволни признания от Никифор, поради което императорът заповядал Никифор да бъде задържан под стража и разпитан. Със задачата е натоварен Музакий, който въпреки заповедите оковал несловоохотливия Никифор във вериги и решил да го подложи на мъчение, с което успял да изтръгне самопризнания, които били щателно записани от императорския секретар Григорий Каматир и представени на императора. Самопризнанията на Диоген разобличили като негови съучастници множество видни представили на столичния елит, членове на сената, войници и офицери от армията. Разкрито е, че бившата императрица Мария Аланска била също посветена в заговора, но по настояване на Алексий I Комнин това било запазено в тайна. Оказва се, че сред съучастниците на Никифор Диоген е зетят на императора – Михаил Таронит.
Императорът наказал главните съзаклятници: Никифор Диоген и Кекавмен Катакалон били оковани и изпратени в Кесарополис, където ги държали затворени под стража, като заповедите били да не им се причинява никакво зло и телесна вреда; Михаил Таронит и други съзаклятници били лишени от имущество и изпратени на заточение. Въпреки това по-мащабни арести не последвали, тъй като императорът се побоял, че не разполага с достатъчно верни войници, които да задържат толкова много военни и граждански лица, които Диоген е успял да привлече към заговора, а и наказването на такова множество от хора можело да предизвика бунт сред войската. Взето е решение сред привържениците на Диоген да се всее страх, като се разпространи слухът, че той е бил ослепен тайно. Планът сработил, но слухът се закрепил толкова добре, че някои от хората на императора наистина останали с впечатление, че от тях се иска да ослепят заговорника. Така според Анна Комнина Никифор Диоген наистина бил ослепен без позволението на императора.
След тези събития Никифор Диоген е освободен от тъмницата и прекарва остатъка от живота си в извънградското си имение, където бил поставен под опеката на императора. Там Диоген изучавал трудовете на древни автори, които му били четени на глас. Освен това той изучавал и геометрия под ръководството на един философ, който му носил различни геометрични фигурки, издялани от твърд материал. Така само с помощта на слуха и ръцете си Диоген успял да усвои всички геометрични теореми, а с големите му познания се запознала лично и самата Анна Комнина.
Въпреки положението, в което се намирал, Никифор Диоген не престанал да таи надежди, че един ден ще се сдобие с императорската власт. Той дори споделил новите си планове с група доверени лица, едно от които докладвало на императора. Тогава Диоген отново бил привикан от Алексий I Комнин, пред когото си признал всичко и отново получил опрощение от императора.